# Route territoriale 3
Pour les articles homonymes, voir Route 3, RT3 et T3.
La Route territoriale n°3, ou Route territoriale 3, plus connue sous le nom de RT 3, est une route située en Nouvelle-Calédonie et faisant partie du réseau public territorial, géré par la Direction des Infrastructures, de la Topographie et des Transports terrestres (DITTT) du gouvernement local.  
La route territoriale 3 part de la RT1 à Nandaï et va jusqu'au fleuve Tiwaka à Kokengone.
Elle dessert en partie la côte nord-est de la Nouvelle-Calédonie.

## Tracé
- Nandaï
- Gondou
- Nédivin
- Nindiah
- L'Houaïlou
- Nédiouen
- Nékoué
- Bâ
- Dixa
- L'Hô
- Hô
- Col de Hô
- Rivière Néréka
- Monéo
- Rivière Monéo
- Mou
- Rivière Mou
- Ponérihouen
- Rivière Nimbaye
- Rivière Tchamba
- Wiidö
- Pambo
- Bayes
- Paama
- Tibarama
- Poindimié
- Rivière Napwé Irnié
- Tiéti
- L'Amoa
- Tié
- Saint-Denis
- Wagap
- Kokengone
- Le Tiwaka